# Phostria quadriguttata
Phostria quadriguttata là một loài bướm đêm trong họ Crambidae.